# ハインリッヒ・マッヘ
ハインリッヒ・マッヘ（Heinrich Mache、1876年4月27日 - 1954年9月1日）は、オーストリアの物理学者である。

## 生涯
1876年にプラハで生まれた。中学校卒業後、1年間エルンスト・マッハの物理学の講義を聴講していた。1894年にマッヘの一家はウィーンに引越し、フランツ・S・エクスナーやルートヴィッヒ・ボルツマンの下で研究を行った。1898年にエクスナーの指導による「気体の電歪の実験的な証明」で博士号を授与された。1900年から1901年にかけて写真専門家として働き、ウィーン美術アカデミーによるインドへの天文観測のための探検に参加した。彼の研究に関連して、紅海・デリー・セイロン・北部エジプトで大気電気の計測を指揮した。1901年にウィーン大学で教授資格を得た。1906年、インスブルック大学の準教授に任命された。2年後、フリードリヒ・ハーゼノールの後任としてウィーン工科大学の教授に就任した。1954年にウィーンで死去した。
1966年、ウィーン・ドナウシュタットの通りの1つが、彼の名に因んでMakegasse（マッヘ通り）と命名された。

## 研究
マッヘの研究は、主に放射能・熱力学・大気電気学および燃焼現象の物理学であった。ルートヴィヒ・フラムとともに起爆性ガス混合物の燃焼理論を発展させた。マッヘのラドンに関する研究を賛え、放射能濃度の単位に「マッヘ」と名付けられた（ただし、今日ではあまり用いられない）。
1915年にオーストリア科学アカデミーのハイチンガー賞、1927年にヴィルヘルム・エクスナー・メダルを受賞した。

## 家族
彼の妻は、著名な地質学者エドアルト・ジュースの孫である。